# Pop-up
Pop-up-urile sunt forme de publicitate online de pe internet. Ele sunt destinate să atragă traficul web sau să capteze adrese de e-mail. Pop-up-urile sunt, în general, ferestre noi de browser web care afișează reclame. Fereastra pop-up care conține o reclamă este generată, de obicei, de JavaScript-uri prin activarea cross-site scripting (XSS), uneori ajutat de Adobe Flash, dar pot fi, de asemenea, generate de alte probleme de securitate din browser.
O variație de ferestre de tip pop-up este publicitatea pop-under, care deschide o fereastră nouă de browser ascunsă sub fereastra activă. Pop-under nu întrerupe utilizatorul imediat și nu este văzută până cand fereastra activă este închisă, ceea ce îngreunează determinarea site-ului care le-a deschis.

## Istoric
Anunțurile pop-up au provenit pentru prima dată de pe site-ul de găzduire a paginii web Tripod.com la sfârșitul anilor 1990. Ethan Zuckerman susține că a scris codul pentru a lansa reclame în ferestre separate ca răspuns la plângerile legate de anunțurile banner strămutate. Nu a inventat fereastra pop-up. Zuckerman și-a cerut scuze mai târziu pentru că au apărut anunțurile pop-up neplăcute.

## Controversa privind brevetele
ExitExchange.com a depus dosarul pentru un brevet în anul 2000 pe o submulțime de publicitate pop-under numită o ieșire pop. După ani de controversă și numeroase articole privind brevetul pop-under, patentul a fost acordat de către Oficiul pentru Brevete și Mărci din SUA (USPTO) în aprilie și iunie 2008. Numerele de brevet respective sunt brevetul U.S. Patent 7386555 și brevetul U.S. Patent 7353229. Brevetul 7386555 se referă la metoda de deschidere a unui pop de ieșire dintr-o bară de instrumente sau o aplicație software pe un dispozitiv de calcul, în timp ce brevetul 7353229 acoperă metoda utilizată pentru a deschide un pop de ieșire dintr-un script încorporat găsit într-un fișier media o pagină web).

## Drepturi de autor
Aspectele privind drepturile de autor ale publicității pop-up sunt discutate în articolele Wikipedia despre lucrări derivate și despre transformare. Ambele articole conțin ilustrații și linkuri către exemple de publicitate pop-up.